# Csoma
Csoma es un pueblo ubicado en el distrito de Kaposvár, en el condado de Somogy, Hungría.

## Superficie
Posee una superficie de 8,430 kilómetros cuadrados.

## Demografía
Hasta 2019 la población era de 398 habitantes, con una densidad de población de 47,21 habitantes por kilómetro cuadrado.